# كازو هاسيغاوا
كازو هاسيغاوا (باليابانية: 長谷川一夫) هو ممثل ياباني، ولد في 27 فبراير 1908 في اليابان، وتوفي بنفس المكان في 6 أبريل 1984. من الجوائز التي نالها جائزة  كيكوتشي كان ‏ سنة 1957 وPeople's Honour Award ‏ سنة 1984.

## أعمال

### أفلام
- "قصة غنجي" (1951)
- بوابة الجحيم (1953)

## جوائز
- جائزة  كيكوتشي كان [الإنجليزية]‏ (1957)
- People's Honour Award [الإنجليزية]‏ (1984)

## وصلات خارجية
- كازو هاسيغاوا على موقع IMDb (الإنجليزية)
- كازو هاسيغاوا على موقع روتن توميتوز (الإنجليزية)
- كازو هاسيغاوا على موقع ألو سيني (الفرنسية)
- كازو هاسيغاوا على موقع أول موفي (الإنجليزية)
- كازو هاسيغاوا على موقع قاعدة بيانات الأفلام السويدية (السويدية)
- كازو هاسيغاوا على موقع قاعدة بيانات الفيلم (الإنجليزية)
- كازو هاسيغاوا على موقع كينوبويسك (الروسية)